# 東若松站
東若松站（日语：／ Higashi-Wakamatsu eki */?）是一座位於愛知縣岡崎市，名古屋鐵道（名鐵）福岡線的車站（廢站）。而福岡線實際上為岡崎市內線的一部分，使用電車行走。

## 歷史
- 1952年（昭和27年）10月1日 - 此站啟用[1]。
- 1962年（昭和37年）6月17日 - 岡崎市內線與福岡線福岡町至大樹寺之間廢除，此站被廢除[2][3]。

## 車站構造
由於歷史因素，福岡線是一條鐵路線，但是卻使用電車行走。此站設有1面1線的低地台月台和小型候車室。此站沒有列車交會設備。

## 廢除後
福岡線在廢線後大部分路段變為名鐵巴士的巴士專用道路。車站遺址是名鐵巴士東若松巴士站。該巴士專用道路在2016年被廢除。。

## 相鄰車站
名古屋鐵道
福岡線（岡崎市內線）
柱町－東若松－西若松

## 注腳
1. ↑  名古屋鉄道広報宣伝部（編）. . 名古屋鉄道. 1994: 988 （日语）.
2. ↑  和久田康雄著《鉄道ファンのための私鉄史研究資料》「5505 名古屋電気鉄道（1921.7.1譲渡）名古屋鉄道（1930.9.5改称）名岐鉄道（1935.8.1譲渡）名古屋鉄道」p.101 電氣車研究會 2014年4月25日
3. ↑  今尾惠介（監修）.  7号 東海. 新潮社. 2008-11-18: 44. ISBN 978-4107900258 （日语）.
4. ↑  清水武、田中義人 《名古屋鉄道 1世紀の記録》 Alpha Beta Books、2016年、101頁。